# Landschaftsschutzgebiet Pansbach mit Krähenholz und Hinnaksteich

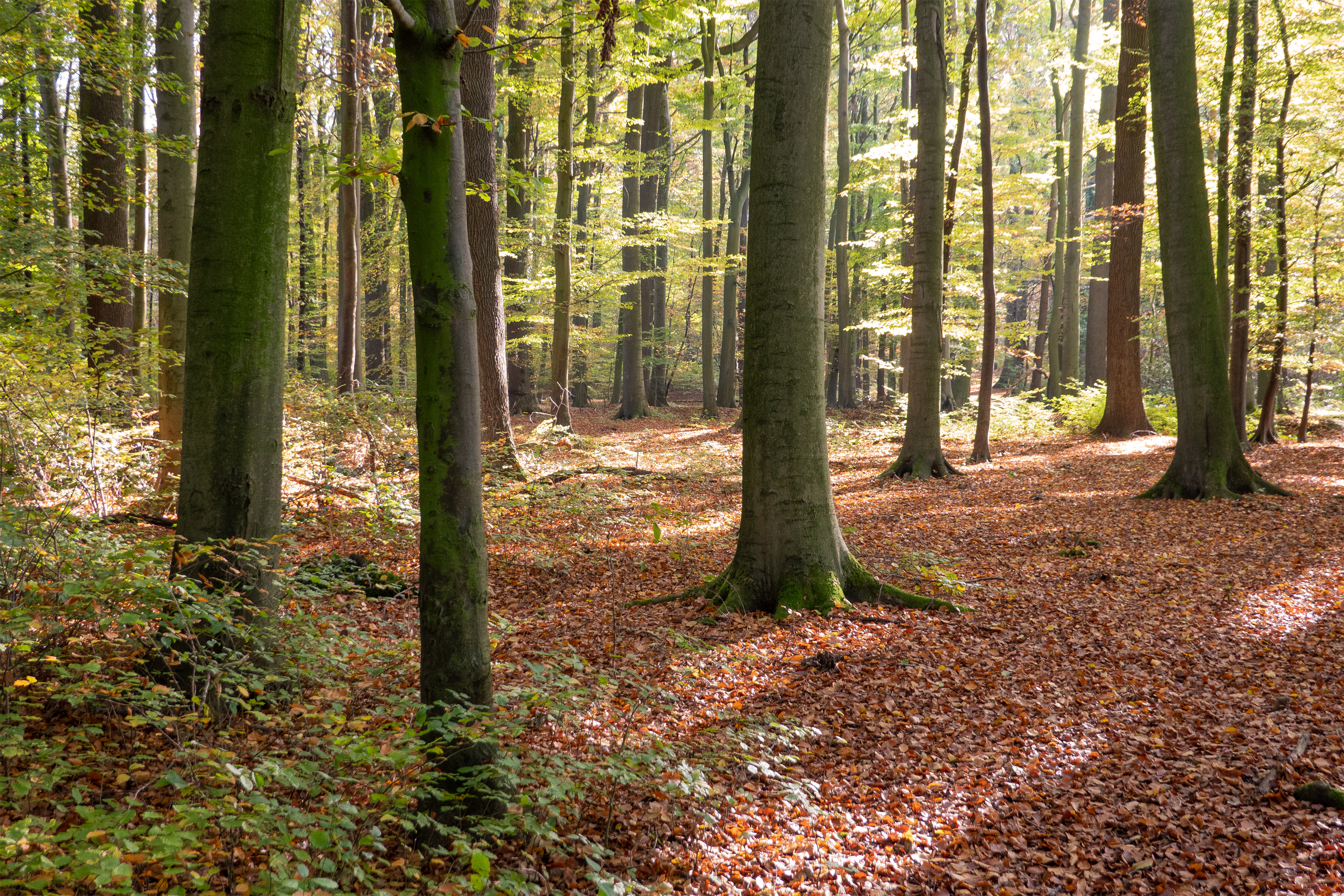
Krähenholz

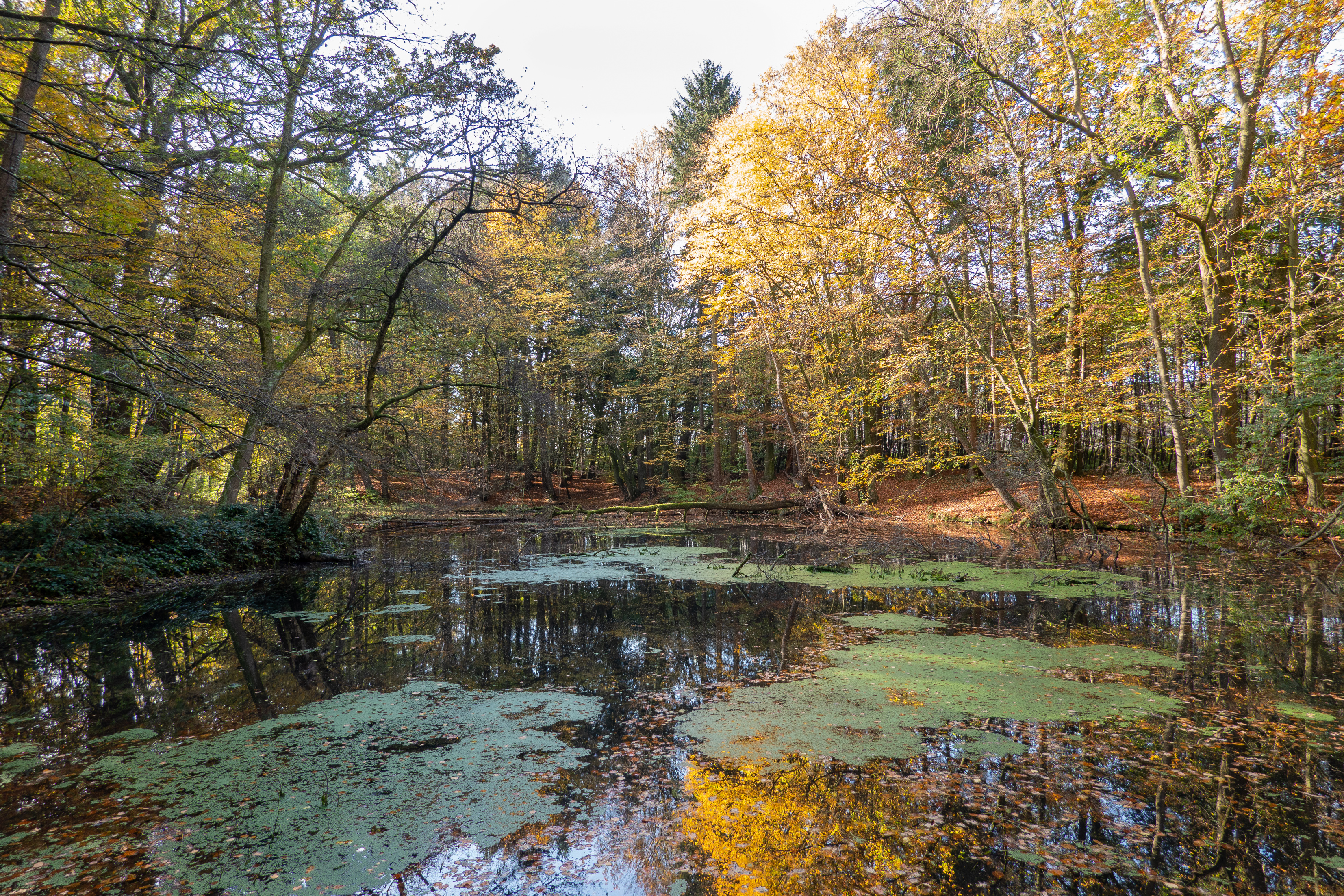
Hinnaksteich

Das Landschaftsschutzgebiet Pansbach mit Krähenholz und Hinnaksteich mit etwa 31 ha Flächengröße liegt im Gemeindegebiet von Leopoldshöhe. Es wurde 2001 mit dem Landschaftsplan Nr. 2 Leopoldshöhe/Oerlinghausen-Nord durch den Kreistag des Kreises Lippe als Landschaftsschutzgebiet (LSG) ausgewiesen.

## Beschreibung
Das Schutzgebiet liegt westlich der Bebauung von Asemissen bzw. östlich vom Industriegebiet Asemissen. Die Bebauung grenzt direkt an das LSG. Die Heeper Straße teilt das Gebiet. Das LSG umfasst den Pansbach, einen Zufluss der Windwehe, mit dem naturnahen Hinnaksteich und dem Wald Krähenholz.
Der nördliche LSG-Teil ist geprägt vom teils stark mäandrierenden Bachlauf des Pansbachs mit Ufergehölzen und Wald dahinter. Örtlich sind dort extensives Grünland und Brachflächen mit ausgeprägten Feucht- und Nassbereichen zu finden. An den ausgeprägte Siekböschung gibt es einen Hochstaudensaum. Der Hinnaktsteich ist ein naturnah gestalteter Teich. Um den Hinnaktsteich stehen Erlen gesäumt. Der Teich weist im nördlichen Teil eine zunehmende Verlandung mit Röhricht auf. Im  Wald Krähenholz stocken nahe beim Pansbach Eschenreiche Laubwaldbestände. Der Pansbach südlich des Krähenholzes ist begradigt und ohne Ufergehölze.

## Schutzzwecke für das LSG
Laut Landschaftsplan erfolgte die Ausweisung des LSG
- „zur Erhaltung und Wiederherstellung der Leistungsfähigkeit des Naturhaushaltes mit seinen vielfältigen Funktionen Wasserschutz, Klimaschutz, Bodenschutz, Biotop- und Artenschutz in einem durch Siedlungsbereiche, Streubebauung und Verkehr stark beanspruchten und z.T. beeinträchtigten Raum,“
- „zur Erhaltung der Nutzungsfähigkeit der Naturgüter,“
- „zur Erhaltung und Entwicklung des für den Planungsraum typischen Landschaftsbildes mit seinen prägenden Tälern, naturnahen Waldbeständen, geomorphologischen Ausprägungen und gliedernden und belebenden Elementen,“
- „zur Erhaltung und Sicherung der besonderen Bedeutung des Planungsraumes für die Erholung.“[1]

## Rechtliche Vorschriften
Im Landschaftsschutzgebiet ist unter anderem das Errichten von Bauten und Fischteichen verboten. Grün- und Brachland darf nicht in eine andere Nutzungsart umgewandelt oder umgebrochen werden.